# Гагарін Юрій Олексійович
Ю́рій Олексі́йович Гага́рін (рос. Юрий Алексеевич Гагарин; 9 березня 1934, Клушино, Гжатський район (нині Смоленська область), Західна область, РРФСР, СРСР — 27 березня 1968, поблизу села Новоселово, Киржацький район, Владимирська область, РРФСР, СРСР) — льотчик-космонавт СРСР, Герой Радянського Союзу (1961), кавалер найвищих знаків відмінності низки держав, почесний громадянин багатьох міст Росії та світу.
Полковник ВПС СРСР (1963), військовий льотчик 1-го класу, заслужений майстер спорту СРСР (1961), член ЦК ВЛКСМ, депутат Верховної Ради СРСР 6-го та 7-го скликань.
12 квітня 1961 року Юрій Гагарін став першою людиною в світовій історії, що здійснила політ у космічний простір. Ракета-носій «Восток» із кораблем «Восток-1», на борту якої перебував Гагарін, була запущена з космодрому Байконур. Після 108 хвилин польоту Гагарін успішно приземлився в Саратовській області, неподалік від Енгельса. Починаючи з 12 квітня 1962 року, день польоту Гагаріна в космос був оголошений святом — Днем космонавтики.
Перший космічний політ викликав великий інтерес в усьому світі, а сам Юрій Гагарін перетворився на світову знаменитість. За запрошеннями зарубіжних урядів і громадських організацій він відвідав близько 30 країн. Багато в першого космонавта було поїздок і всередині Радянського Союзу. У наступні роки Гагарін проводив велику суспільно-політичну роботу, закінчив Військово-повітряну академію імені професора М. І. Жуковського, працював у Центрі підготовки космонавтів і готувався до нового польоту в космос.
27 березня 1968 року Юрій Гагарін загинув в авіаційній катастрофі поблизу села Новоселово Киржацького району Владимирської області, виконуючи навчальний політ на літаку МіГ-15УТІ під керівництвом досвідченого інструктора В. С. Серьогіна. Причини й обставини авіакатастрофи залишаються не до кінця з'ясованими і до сьогодні.
У зв'язку із загибеллю Гагаріна в Радянському Союзі було оголошено загальнонаціональний траур (уперше в історії СРСР в пам'ять про людину, що не була главою держави).

## Біографія

### Ранні роки та освіта
Народився 9 березня 1934 року у селі Клушино Гжатського району Смоленської області, недалеко від міста Гжатськ, яке нині перейменоване в Гагарін. Походження з селян: батько — Олексій Іванович Гагарін, тесляр; матір — Ганна Тимофіївна (до шлюбу Матвєєва), доярка. Рід по батьку походить з с. Конишеве Чухломського повіту Костромської губернії, звідки на Смоленщину переселився дід космонавта — Іван Федорович Гагарін.
Дитинство прожив в селі Клушино. 1 вересня 1941 року пішов у школу, але 12 жовтня село захопили німці і навчання перервалося. Майже два роки село було окуповане німцями. 9 квітня 1943 року село зайняла Червона армія і навчання в школі поновилося.
24 травня 1945 року сім'я Гагаріних переїхала в Гжатськ (нині Гагарін). У травні 1949 року Гагарін закінчив шостий клас Гжатської середньої школи і 30 вересня поступив в Люберецьке ремісниче училище № 10. Одночасно вступив у вечірню школу робочої молоді, сьомий клас якої закінчив в травні 1951 року, а в червні закінчив на відмінно училище за фахом формувальник-ливарник.
У серпні 1951 вступає до Саратовського індустріального технікуму і 25 жовтня 1954 року вперше прийшов до Саратовського аероклубу. 1955 року Юрій Гагарін досяг значних успіхів, закінчив на відмінно навчання і зробив перший самостійний політ на літаку Як-18. Всього в аероклубі Юрій Гагарін виконав 196 польотів і налітав 42 години і 23 хвилини.
27 жовтня 1955 року Гагарін призваний до армії і відправлений до Оренбурга в 1-ше військово-авіаційне училище льотчиків імені К. Є. Ворошилова. 25 жовтня 1957 закінчив училище. Протягом двох років служив в Луостарі (Мурманська область) в 769-му винищувальному авіаційному полку 122-ї вад ВПС Північного флоту.
У 1959 одружився з Валентиною Іванівною Горячевою.
9 грудня 1959 року Гагарін написав заяву з проханням зарахувати його в групу кандидатів у космонавти. Вже через тиждень його викликали до Москви для проходження всебічного медичного обстеження в Центральному науково-дослідному авіаційному госпіталі. На початку наступного року пройшов ще одну спеціальну медкомісію та був визнаний придатним для космічних польотів. 3 березня 1960 року наказом Головнокомандувача ВВС К. Вершиніна зарахований до групи кандидатів в космонавти, а з 11 березня почав тренування.

### Політ у космос

#### Підготовка

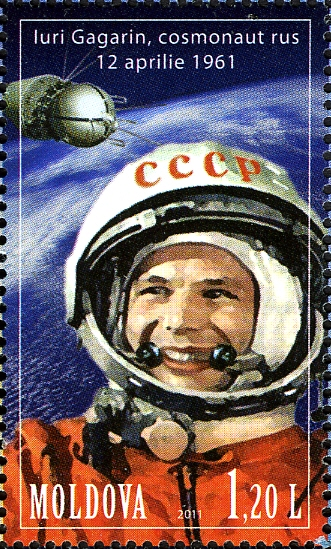
Юрій Гагарін у скафандрі

Після чотиримісячного московського періоду підготовки, котрий розпочався в березні 1960 року, Центр підготовки космонавтів всім своїм особовим складом перебрався на постійне місце свого базування — у Звьоздний. Там до того часу вдалося створити початкові найпростіші умови для роботи. Поруч, біля станції Чкаловська, спорудили перше житло — квартири для розміщення сімей слухачів-космонавтів і частини сімей керівного складу Центру підготовки космонавтів.
Окрім Гагаріна, були ще претенденти на перший політ в космос, усього двадцять осіб (Група ВВС № 1). Кандидати набиралися серед льотчиків-випробовувачів за рішенням Корольова, котрий вважав, що такі льотчики вже мають досвід перевантажень, стресових ситуацій і перепадів тиску. Відбір до першого загону космонавтів відбувався за медичними, психологічними і деякими іншими параметрами: вік 25-30 років, зріст не більше 170 см, маса не більше 70-72 кг, здатність до висотної і стратосферної адаптації, швидкість реакції, фізична витривалість, психологічна врівноваженість. Вимоги до росту виникли через відповідні обмеження на космічний корабель «Восток», котрі визначалися потужністю ракети-носія «Восток». Крім того, при відборі кандидатів враховувалася позитивна характеристика, членство в партії (Гагарін став кандидатом в члени КПРС 1959 року, а вступив до партії влітку 1960 року), політична активність, соціальне походження. Вони не були найкращими пілотами країни, важливими були зріст, маса і здоров'я — Марк Галлай — людина, яка готувала їх до польоту, — одного разу сказав дуже точно: «У будь-якому авіаційному полку можна було набрати двадцять таких льотчиків…».
З двадцяти претендентів відібрали тільки шістьох, Корольов поспішав, оскільки були дані, що 20 квітня 1961 року свою людину в космос відправлять американці. І тому старт планували призначити між 11 і 17 квітня 1961 року. Того, хто полетить в космос, визначили останньої миті на засіданні державної комісії, ними стали Гагарін і його дублер Герман Титов. Було підготовлено три повідомлення ТАРС про політ Гагаріна в космос. Перше — «Успішне», друге на випадок, якщо він впаде на території іншої країни або у Світовому океані — «Звернення до урядів інших країн», з проханням допомоги в пошуку, і третє — «Трагічне», якщо Гагарін не повернеться живим.

#### Політ

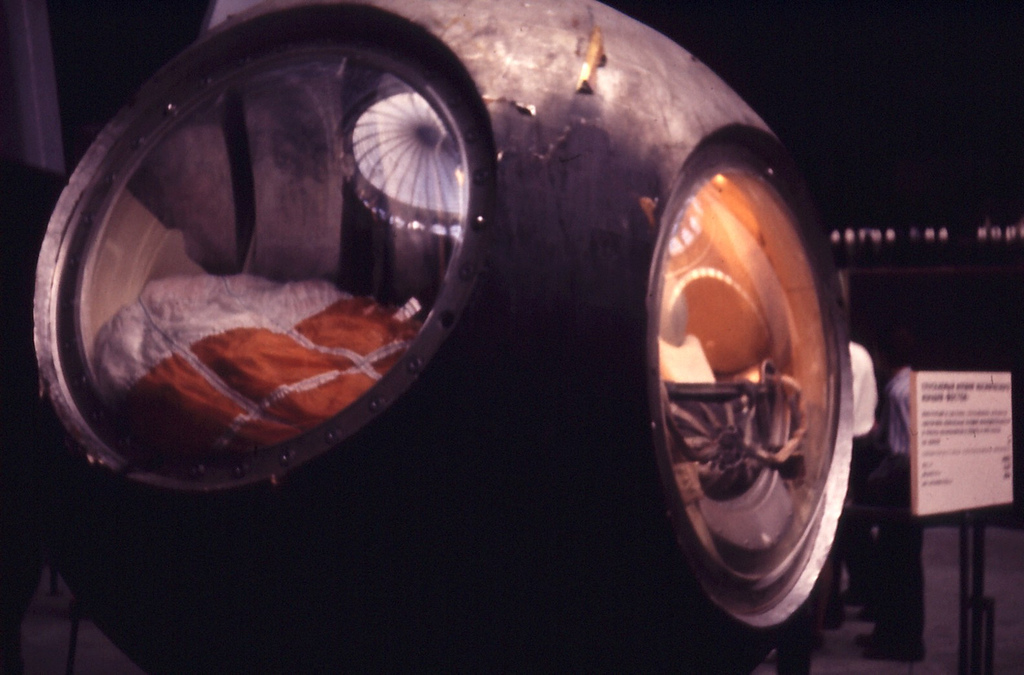
Макет спускного апарата Гагаріна в Меморіальному музеї космонавтики

Старт корабля «Восток» відбувся 12 квітня 1961 року о 9:07 за московським часом з космодрому Байконур. Корабель вийшов на нерозраховану високу орбіту (з апогеєм 327 км замість розрахованого 230 км). У випадку відмови гальмівної установки сходження з неї могло тривати близько 10 діб, на що система життєзабезпечення корабля не була розрахована.
Виконавши один оберт навколо Землі о 10:25:34 на 108 хвилині, плановий політ завершився — увімкнулась гальмівна система. Через несправність клапана в паливній магістралі гальмівна установка відключилася на одну секунду раніше запланованого. Крім того, із запізненням на 10 хвилин від запланованого відбулося розділення спускного апарата і приладового відсіку. Через збій у системі гальмування спускний апарат з Гагаріним приземлився не в запланованому місці за 110 км від Сталінграда, а в Саратовській області, недалеко від Енгельса (село Сміловка). О 10:48 радар у місцевому військовому аеропорту виявив невідому ціль, це був спускний апарат, а трохи пізніше за 7 км до землі, відповідно до плану польоту, Гагарін катапультувався і цілей на радарі з'явилося дві.
Правила Міжнародної авіаційної федерації вимагали на той час присутності пілота в космічному кораблі під час запуску та посадки, чого Гагарін не мав. Через це його місія не вважається першим повним польотом людини в космос за попередніми визначеннями Міжнародної авіаційної федерації, хоча пізніше вона визнала, що Гагарін був першою людиною, яка полетіла в космос.
Першими землянами, які зустріли космонавта після польоту, стали дружина лісника Ганна Акимівна Тахтарова і її шестирічна онучка Ріта. Незабаром до місця подій прибули військові з найближчої військової частини. Одна частина військових узяла спускний апарат під охорону, а інша повезла Гагаріна в розташування. Звідти Гагарін телефоном відрапортував командирові дивізії ППО: «Прошу передати головкому ВПС: завдання виконав, приземлився у визначеному районі, відчуваю себе добре, ударів і поломок немає. Гагарін».

#### Зустріч на Землі

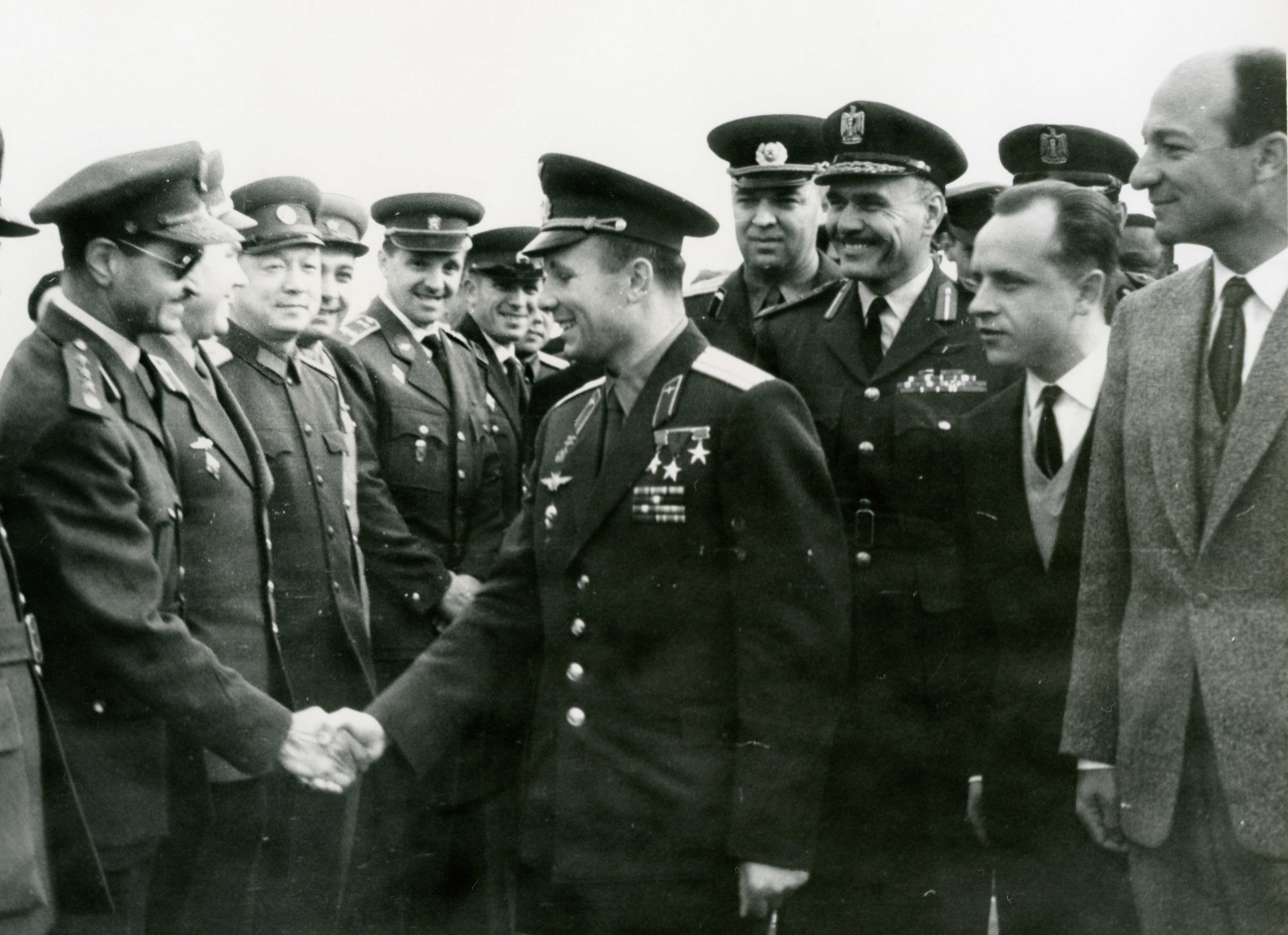
Юрій Гагарін під час закордонного візиту до Єгипту, 5 лютого 1962 року

Тим часом з Енгельського аеропорту вилетів вертоліт Мі-4, аби знайти і підібрати Гагаріна. Першим виявили спускний апарат, але Гагаріна поряд не було, ситуацію прояснили місцеві жителі, вони сказали, що Гагарін виїхав на вантажівці в Енгельс. Вертоліт злетів і взяв курс на місто. Дорогою з нього побачили вантажівку, з якої махав руками Гагарін. Його підібрали і вертоліт полетів на базу в Енгельський аеропорт, подавши радіограму «Космонавта взято на борт, рухаюсь на аеродром».
В Енгельському аеропорту Гагаріна вже чекали, біля трапа вертольота було все керівництво бази, йому вручили вітальну телеграму радянського уряду. На «Побєді» Гагаріна повезли в диспетчерський пункт, а потім в штаб бази для зв'язку з Москвою.
До полудня на Енгельський аеродром з Байконура прибули два літаки Іл-18 і Ан-10, на якому були заступник ВПС генерал-лейтенант Агальцов і група журналістів. Протягом трьох годин, поки налагоджували зв'язок із Москвою, Гагарін давав інтерв'ю і фотографувався. З появою зв'язку особисто доповів Брежнєву і Хрущову про здійснення польоту. Після доповіді Гагарін сів на літак Іл-14 і полетів у Куйбишев. Задля уникнення галасу вирішили сісти десь подалі від міста. Але поки глушили двигун і монтували трап, зібралося багато людей, під'їхало місцеве партійне керівництво. Коли змонтували трап, першим вийшов з літака Гагарін і привітав присутніх. Гагаріна відвезли на обкомівську дачу на березі Волги. Там він прийняв душ і нормально поїв. Через три години після Гагаріна в Куйбишев прилетіли Корольов і ще кілька осіб з Держкомісії. О 21 годині вечора накрили святковий стіл і відзначили вдалий політ Гагаріна в космос. А вже о 23 всі спали, позначилася накопичена втома.

### Світова популярність

#### Зустріч у Москві
Спочатку ніхто не планував грандіозної зустрічі Гагаріна в Москві. Усе вирішив в останню мить Микита Хрущов. За словами Сергія Хрущова: «Він почав з того, що подзвонив міністрові оборони маршалові Малиновському і сказав: „Він у вас старший лейтенант. Треба його терміново підвищити у званні“. Малиновський сказав, досить неохоче, що дасть Гагаріну звання капітана. На що Микита Сергійович розсердився: „Якого капітана? Ви йому хоч майора дайте“. Малиновський довго не погоджувався, але Хрущов наполіг на своєму, і цього ж дня Гагарін став майором». Потім Хрущов подзвонив у Кремль і зажадав, щоб Гагаріну підготували гідну зустріч.

За Гагаріним прилетів Іл-18, а на підльоті до Москви до літака приєднався почесний ескорт винищувачів МіГів. Літак прилетів в аеропорт Внуково, там Гагаріна чекав грандіозний прийом. Величезний натовп народу, вся верхівка влади, журналісти і оператори. Літак підкотив до центральної будівлі аеропорту, спустили трап і першим по ньому зійшов Гагарін. Від літака до урядових трибун була простелена яскраво-червона килимова доріжка, нею пішов Юрій Гагарін (по дорозі у нього відстебнулася підтяжка на шкарпетці, і він сів і пристебнув її), під звуки оркестру, який виконував радянський авіаційний марш «Мы рождены, чтоб сказку сделать былью». Підійшовши до трибуни, Юрій Гагарін відрапортував Микиті Хрущову: 
- Товариш Перший секретар Центрального Комітету Комуністичної партії Радянського Союзу, Голова Ради Міністрів СРСР! Радий доповісти Вам, що завдання Центрального Комітету Комуністичної партії і Радянського уряду виконано.
Далі була поїздка у відкритій машині, Гагарін стояв на повний зріст і всіх вітав. Довкруги чулися вітання, багато хто махав плакатами. У пологових будинках пройшли стихійні акції, всіх немовлят назвали Юрами. Гагаріну Микита Хрущов вручив на Красній площі Золоту Зірку «Герою Радянського Союзу» і нове звання «льотчик-космонавт СРСР». Після цього вони разом відвідали Мавзолей Леніна. У самому Кремлі прийом був не дуже пишний, страв було мало, замість горілки були грузинські вина.

Наступного дня організували пресконференцію, на якій Гагаріну і конструкторам ставили питання зарубіжні журналісти. Конференція почалася з питання Гагаріну про те, чи не має він родичами нащадків роду князів Гагаріних, що нині живуть у США. На що Гагарін відповів:
«Серед своїх родичів ніяких князів і людей знатного роду не знаю і ніколи про них не чув».

### Загибель

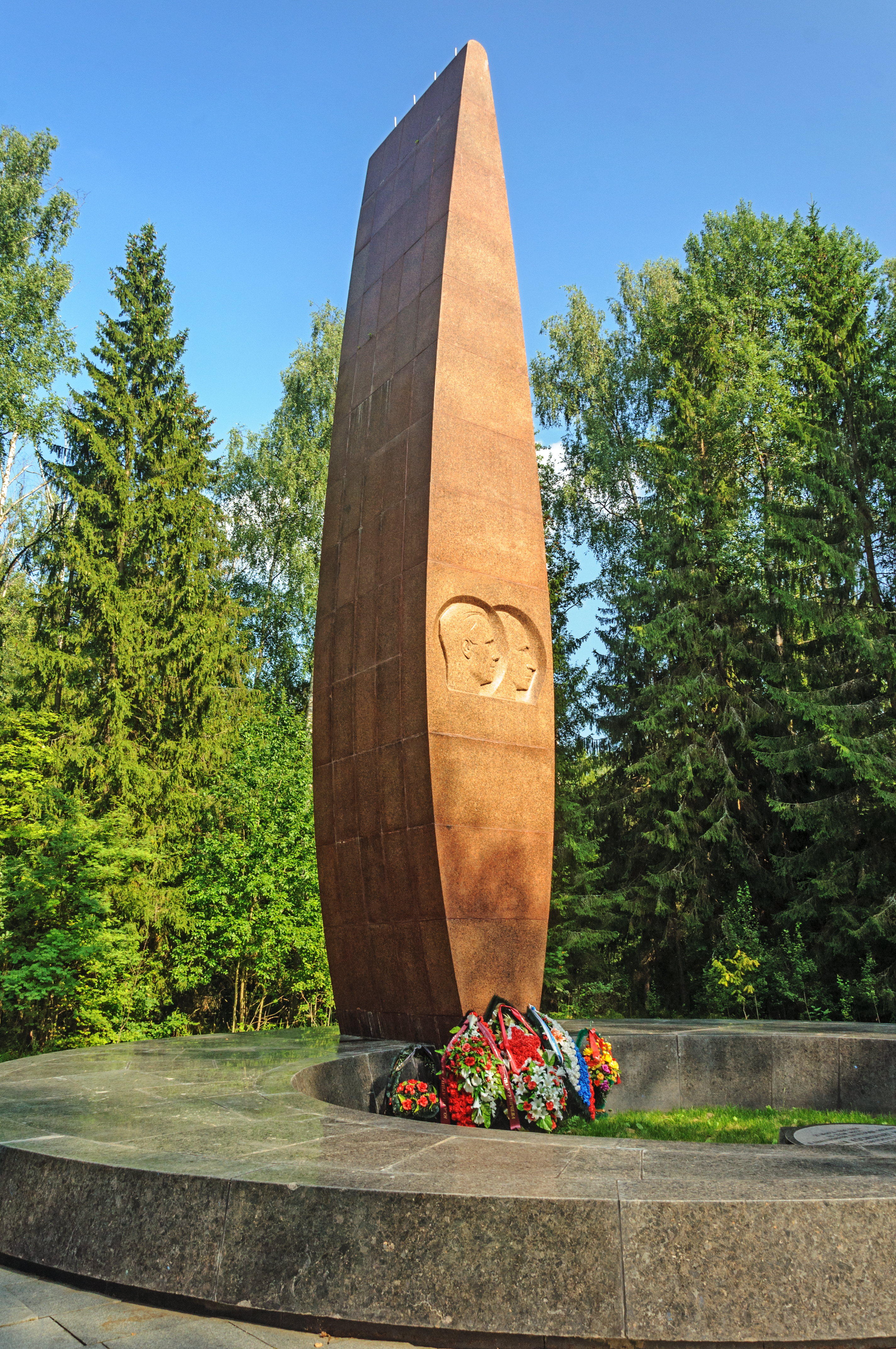
Обеліск на місці загибелі Юрія Гагаріна

Основна стаття: Загибель Юрія Гагаріна.
Після захисту дипломної роботи в академії Жуковського Ю. А. Гагарін почав льотну практику — тренувальні польоти на літаку МіГ-15УТИ (навчально-тренувальний винищувач з подвійним керуванням — «спарка»). У період з 13 по 22 березня він здійснив 18 польотів загальною тривалістю 7:00. Перед самостійними вильотами йому залишалися два останні контрольні польоти — з льотчиком-інструктором, командиром полку, Героєм Радянського Союзу Володимиром Серьогіним.
27 березня 1968 о 10:18 Гагарін і Серьогін злетіли з підмосковного аеродрому Чкаловський в Щьолково. На момент зльоту видимість була нормальною — нижня межа хмар була на висоті 900 м над землею. Виконання завдання в пілотажній зоні мало тривати не менше 20 хвилин, але вже через чотири хвилини (о 10:30) Гагарін повідомив на землю про закінчення завдання, запросив дозволу розвернутися і летіти на базу. Після цього зв'язок з літаком перервався.
Коли стало зрозуміло, що у літака вже мало закінчитися пальне, в зоні польотів почалися пошуки, які тривали понад 3 години. О 14:50 одному з вертольотів вдалося виявити уламки літака МіГ-15УТИ приблизно за 65 км від аеродрому, в районі села Новоселово, за 18 км від міста Киржача Володимирської області. Вранці наступного дня на гілці знайшли клаптик льотної куртки Гагаріна з талонами на харчування. Згодом виявили гаманець з правами водія і фотографією Корольова.
Для розслідування катастрофи створили Державну комісію, але навіть після багатомісячної роботи сотень фахівців комісія не змогла однозначно пояснити причини трагедії. Як наслідок, звіт комісії засекретили і його деталі відомі тільки зі статей та інтерв'ю окремих її членів. Донині причини і обставини катастрофи нез'ясовані. Існує кілька суперечливих версій події.
Перед польотом в космос Гагарін склав прощальний лист — на випадок, якщо загине. Цей лист вручили дружині після його загибелі під Киржачем.
У СРСР був оголошений загальнонаціональний траур. Це був перший випадок в історії СРСР, коли день жалоби був оголошений в разі смерті людини, що не була на момент смерті чинним главою держави.
Урни з прахом Гагаріна і Серьогіна замуровані в Кремлівську стіну.
Ім'я космонавта увічнено у скульптурі «Полеглий астронавт» на Місяці (1971).
Офіційна версія
Створена для розслідування причин катастрофи Державна комісія складалася з трьох підкомісій:
- з вивчення льотної підготовки екіпажу, перевірки організації та забезпечення польотів 27 березня (льотна підкомісія)
- з вивчення та аналізу матеріальної частини літака УТІ МіГ-15 (інженерна підкомісія)
- з оцінки стану льотчиків до і під час польоту, офіційного впізнання загиблих (медична підкомісія)

Окремо працювала комісія КДБ, з'ясовувала «по своїй лінії», чи не була катастрофа результатом змови, теракту або злого умислу.
Були зібрані 95 % уламків літака і обладнання. З тілами пілотів було складніше — їх розкидало від удару машини об землю, внаслідок якого утворилася воронка діаметром 6 м і глибиною 2,7 м. Впізнання обох льотчиків відбулося за окремими фрагментами тіл. Аналіз відбитків стрілок кабінних і наручних годинників Гагаріна показав, що катастрофа сталася о 10:31, тобто через 50-70 секунд після останнього радіообміну з Гагаріним.
Офіційні висновки комісії були такі: екіпаж через зміну повітряної обстановки зробив різкий маневр і зірвався в штопор. Намагаючись вивести машину в горизонтальний політ, пілоти зіткнулися з землею і загинули. Відмов або несправностей техніки не виявили. Хімічний аналіз останків і крові льотчиків сторонніх речовин не виявив.
Комісія КДБ виявила численні порушення наземного персоналу аеродрому.
До 50-річного ювілею польоту Гагаріна в космос були так само розсекречені висновки держкомісії про можливі причини його загибелі. Найімовірнішою причиною падіння літака, згідно з даними архіву президента РФ, є різкий маневр ухилення від кулі-зонда, або, що менш імовірно, для запобігання потрапляння у верхній край хмарності. Маневр призвів до потрапляння літака в закритичний режим польоту і падіння.

## Особисте життя

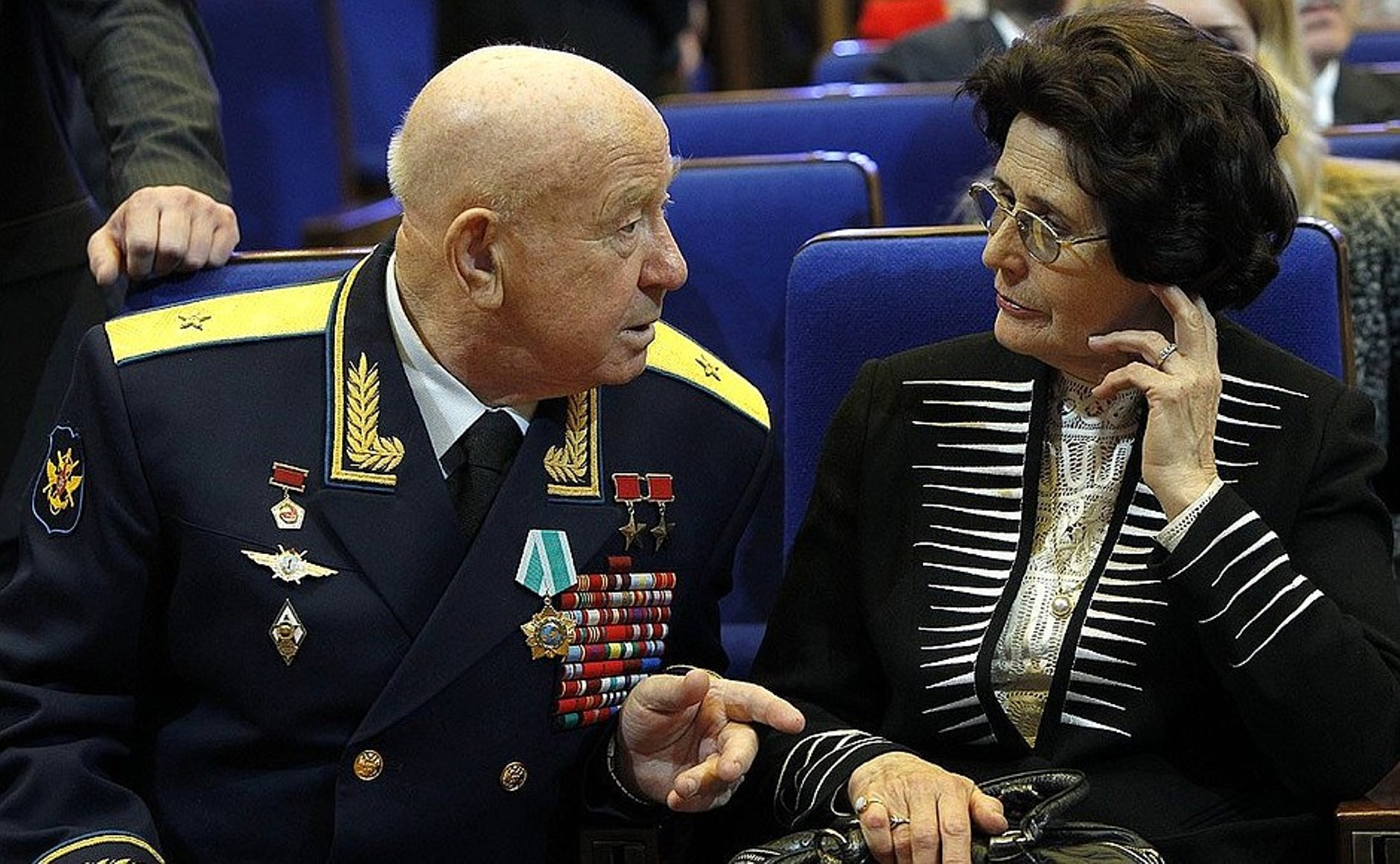
Космонавт Олексій Леонов і Валентина Гагаріна (2011)

- Дружина — Гагаріна Валентина Іванівна, до шлюбу Горячєва (одружились в 1957 році в Оренбурзі), працювала в лабораторії Медичного управління Центру керування польотом[27]. Потім на пенсії[28].
- Діти — дочки — Гагаріна Олена Юр'ївна (народ. 17 квітня 1959) і Галина (народ. 7 березня 1961[29]). Олена — генеральний директор музею-заповідника «Московський Кремль». Галина — професор, завідувачка кафедри національної і регіональної економіки Російського економічного університету академії ім. Г. В. Плєханова, кандидат економічних наук[30].

## Сім'я
- Дід — Тимофій Матвійович Матвєєв, робітник Путиловського заводу.
- Батько — Олексій Іванович Гагарін (1902—1973) — тесля.
- Мати — Анна Тімофіївна Матвєєва (1903—1984) — працювала на молочнотоварній фермі.
- Брати — Валентин Олексійович Гагарін (народ. 1924) — працював теслею, і Борис (1936–1977) — працював на Гжатському радіоламповому заводі.
- Сестра — Зоя Олексіївна Гагаріна (у шлюбі Бруєвич, народилась 1927) — працювала медсестрою в Гжатській лікарні[29][31].

## Нагороди

### Звання
- Льотчик-космонавт СРСР (14 квітня 1961 р.)
- Герой Радянського Союзу (14 квітня 1961 р.)
- Герой Соціалістичної Праці Чехословацької Соціалістичної Республіки (28 квітня 1961 р.)
- Герой Соціалістичної Праці Народної Республіки Болгарія (23 травня 1961 р.)
- Герой Праці Демократичної Республіки В'єтнам

Радянський уряд також підвищив Ю. О. Гагаріна у званні від Старшого лейтенанта відразу до майора.
- Президент Товариства Радянсько-Кубинської дружби
- Почесний член Товариства Фінляндія — Радянський Союз
- Почесний громадянин Вінниці

З 1966 року був почесним членом Міжнародної академії астронавтики.

### Ордени
Леніна (СРСР), Георгія Дімітрова (Болгарія), Карла Маркса (НДР), Зірка I класу (Індонезія), Хрест Грюнвальда (Польща), Прапор I Ступеня з діамантами (Угорщина), «Намисто Нілу» (Єгипет), Велика стрічка Африканської Зірки (Ліберія), «За заслуги в галузі повітроплавання» (Бразилія), Перший кавалер ордену «Плайя-Хірон» (Куба).

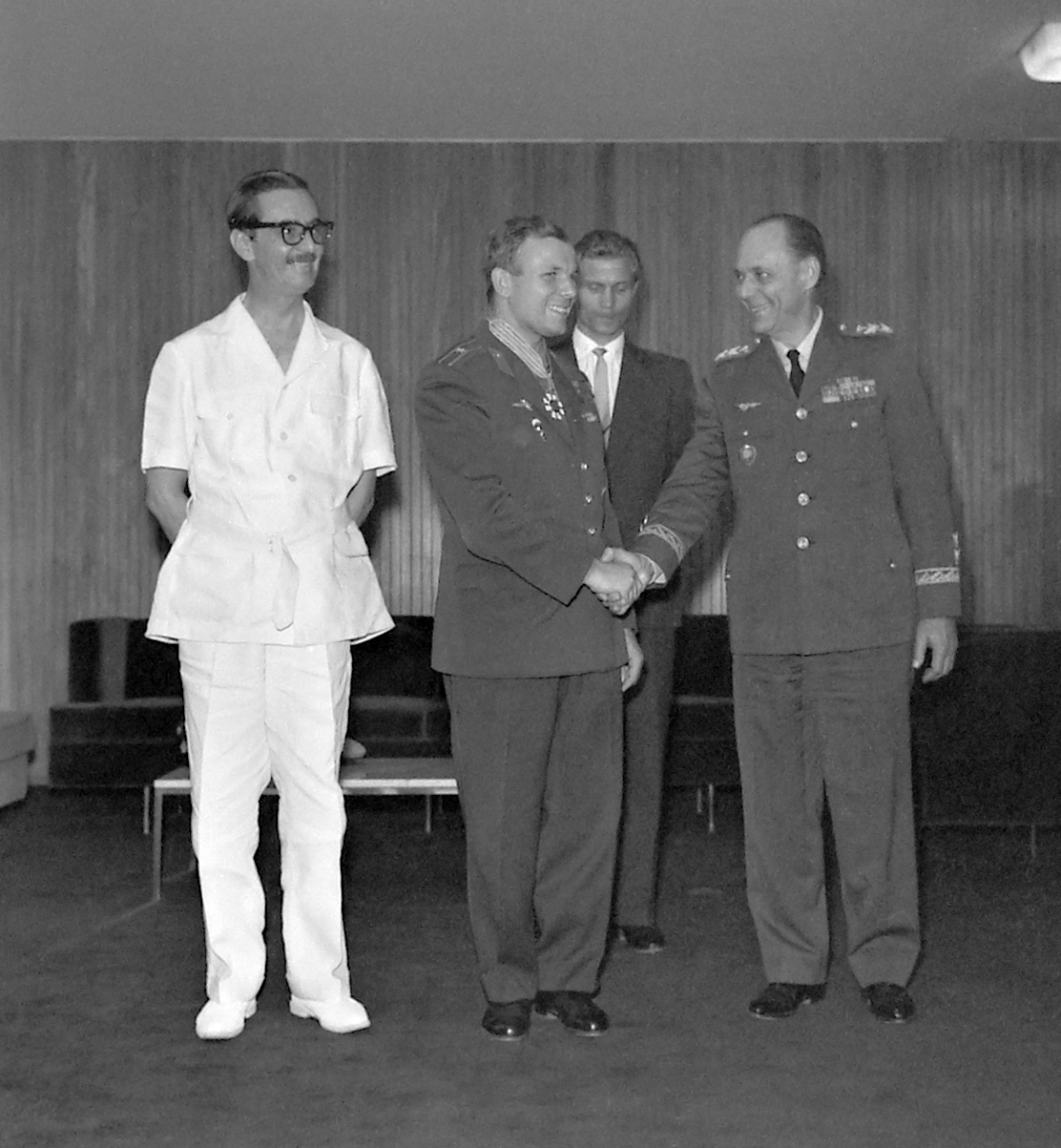
Президент Бразилії Яні Квадрос нагороджує Гагаріна, 1961.

### Медалі та дипломи
- Медаль «Золота Зірка» (СРСР)
- Золота медаль імені Костянтина Ціолковського «3а видатні роботи в області міжпланетних сполучень» (АН СРСР)
- Медаль де Лаво (Міжнародна федерація аеронавтики, FAI)
- Золота медаль уряду Австрії, 1962
- Золота медаль і почесний диплом «Людина в космосі» Італійської асоціації космонавтики
- Золота медаль «За видатну відмінність» і почесний диплом Королівського аероклубу Швеції
- Велика золота медаль і диплом Міжнародна федерація аеронавтики
- Золота медаль Британського міжпланетного товариства, 1961
- Медаль Колумба (Італія)
- Золота медаль міста Сен-Дені (Франція)
- Золота медаль Премії «За хоробрість» Фонду Маццотті (Італія), 2007
- та інші

### Почесний громадянин
Юрій Гагарін був вибраний почесним громадянином міст: Калуга, Новочеркаськ, Сумгаїт, Смоленськ, Вінниця, Севастополь, Саратов (СРСР); Софія, Перник, Пловдив, Бургас (Болгарія), Афіни (Греція), Фамагуста, Лімасол (Кіпр); Сен-Дені (Франція), Тренч'янські Теплиці (Чехословаччина). Йому також були вручені золоті ключі від воріт міст Каїр і Александрія (Єгипет).

## Вшанування пам'яті
На честь Юрія Гагаріна названо багато вулиць, проспектів, площ у державах колишнього СРСР.
Місто Гжатськ Смоленської області та Гжатський район перейменовані в місто Гагарін та Гагарінський район.
У місті Москва встановлений пам'ятник Юрію Гагаріну. Також існує Гагарінський район.
Кратер на зворотному боці Місяця названо його іменем.